# Selaginella tenuissima
Selaginella tenuissima är en mosslummerväxtart som beskrevs av Fée. Selaginella tenuissima ingår i släktet mosslumrar, och familjen mosslummerväxter. Inga underarter finns listade i Catalogue of Life.